# Kabbur, Chikodi
Kabbur là một làng thuộc tehsil Chikodi, huyện Belgaum, bang Karnataka, Ấn Độ.